# أغستاش غربي
أغستاش غربي (الاسم العلمي: Agastache occidentalis) نوع نباتي يتبع جنس الأغستاش وينتمي إلى الفصيلة الأغستاش.